# 틸지트 조약

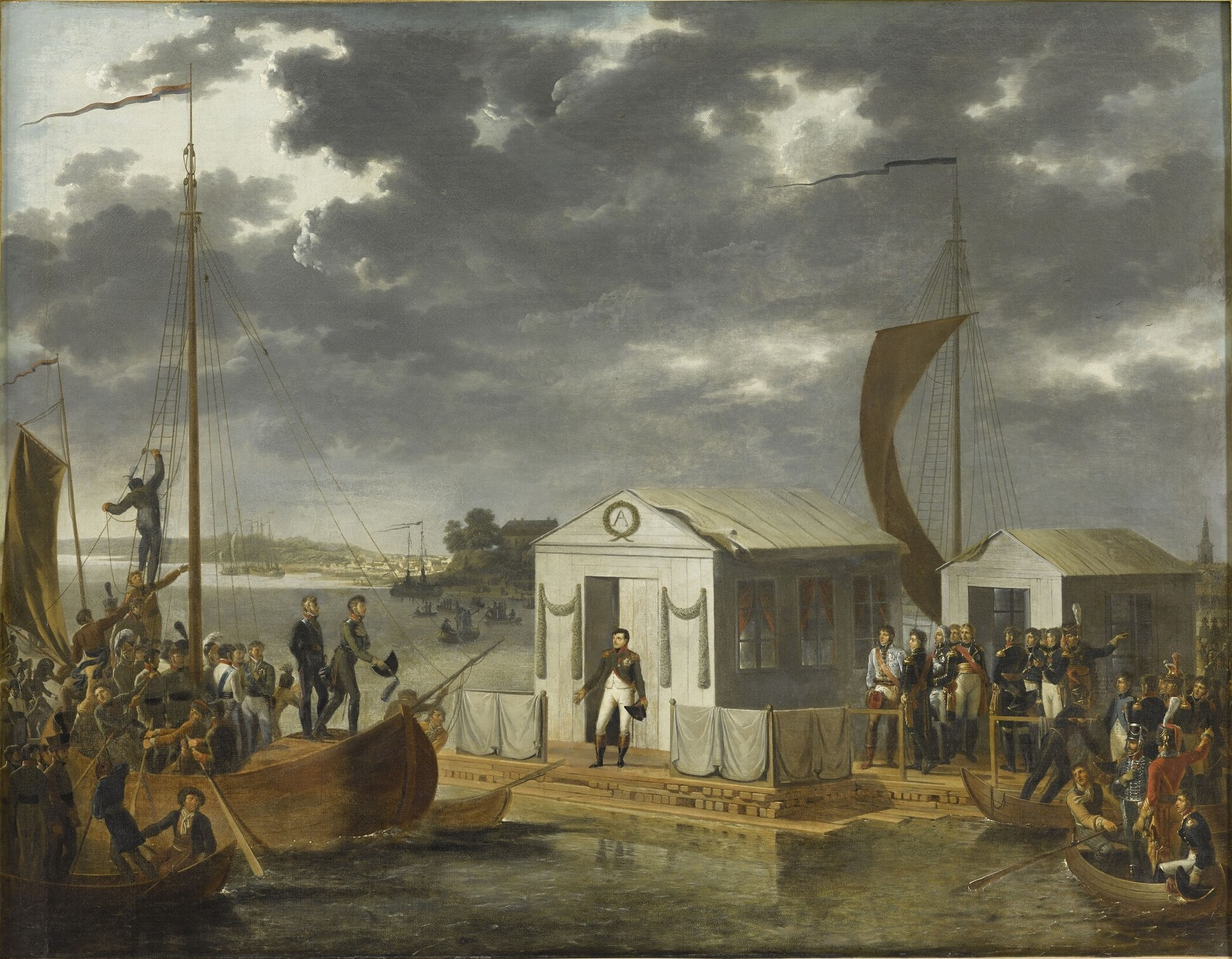

틸지트 조약은 1807년 당시 러시아 제국 영토였던 현재의 소베츠크(독일어 이름: 틸지트(Tilsit))에서 7월 7일 맺은 프랑스 제국과 러시아 제국간, 그리고 7월 9일 프로이센 왕국과 러시아 제국 간의 강화 조약이다.

## 조약의 배경
프로이센은 프랑스에 선전포고 했으나 예나-아우어슈테트 전투에서 대패, 사상자/포로가 4만명에 달(반면, 프랑스의 사상자는 만명)하였고 베를린이 함락되었다. 뒤늦게 러시아는 프로이센과 동맹하고 폴란드에서 지원하려 했으나 프라브딘스크 전투(fr)에서 나폴레옹에게 격파당했다. 상황이 불리하자
러시아의 알렉산드르 1세는 1807년 6월 25일부터 틸지트에서 나폴레옹과 회담을 벌였다. 이어서 나폴레옹은 가장 굴욕적인 프로이센의 프리드리히 빌헬름 3세와도 협상하였고 그 결과 2건의 양자간 조약인 틸지트 조약이 체결되었다.

## 조약의 내용
- 단치히를 자유시로 만든다.
- 프로이센이 1772년, 1793년,1795년 3차례에 걸쳐 병탄했던 폴란드-리투아니아 연방에 프랑스의 괴뢰국인 바르샤바 공국을 세운다.
- 나머지 폴란드는 러시아 영토였던 동폴란드를 분할해서 성립시킴.
- 프로이센은 1억 2천 프랑의 막대한 배상금을 프랑스에 배상해야 했다.
- 러시아는 프랑스가 자국을 제외한 나머지 유럽을 통치하는 것을 지지한다.
- 러시아는 프랑스의 방침에 따라 대륙봉쇄령에 참가한다.